# Gymnasium (Žatec)

Ansicht der Stadt Saaz von Jan Willenberg (1602)

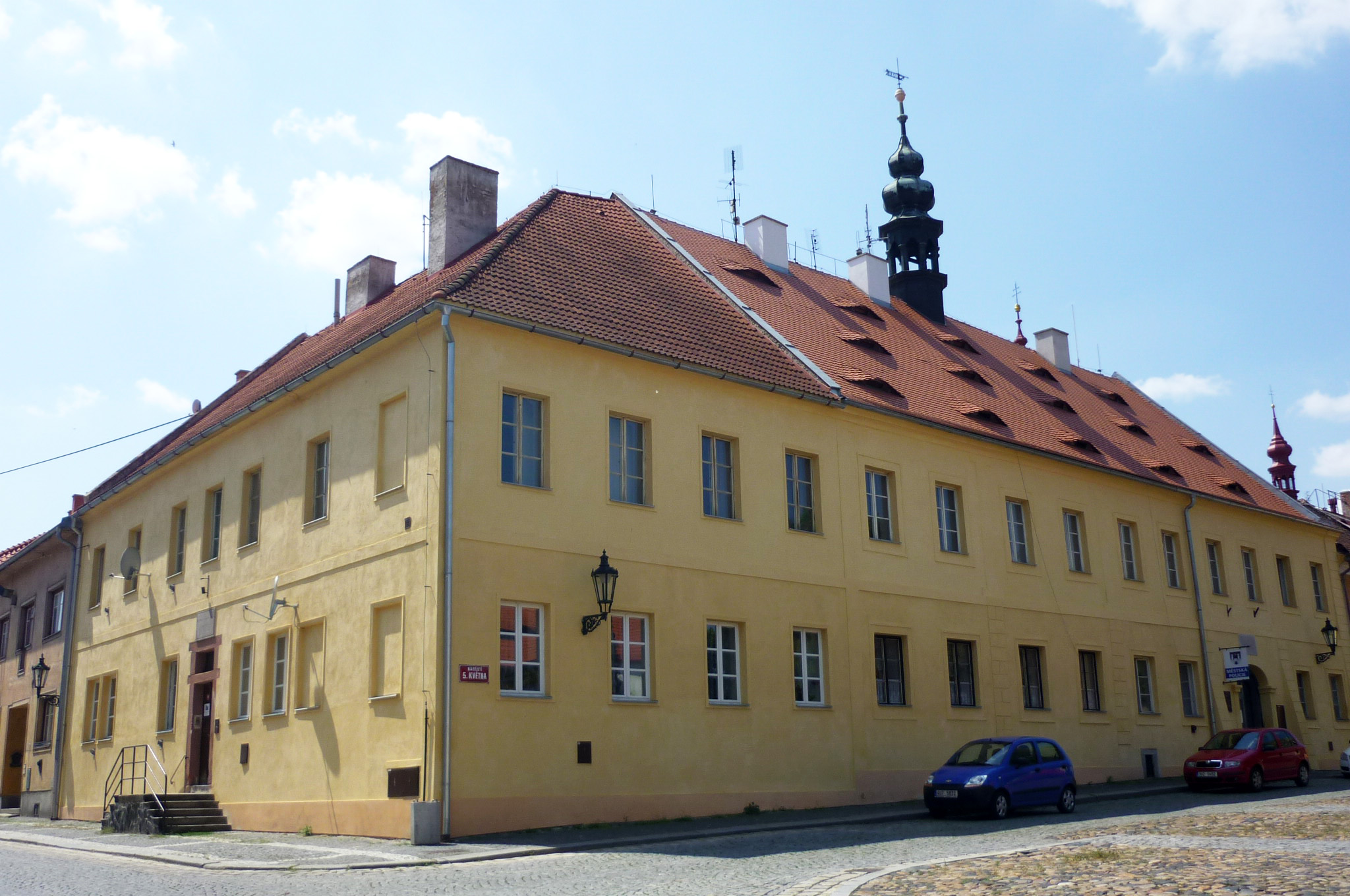
Das alte Gymnasium am Floriansplatz

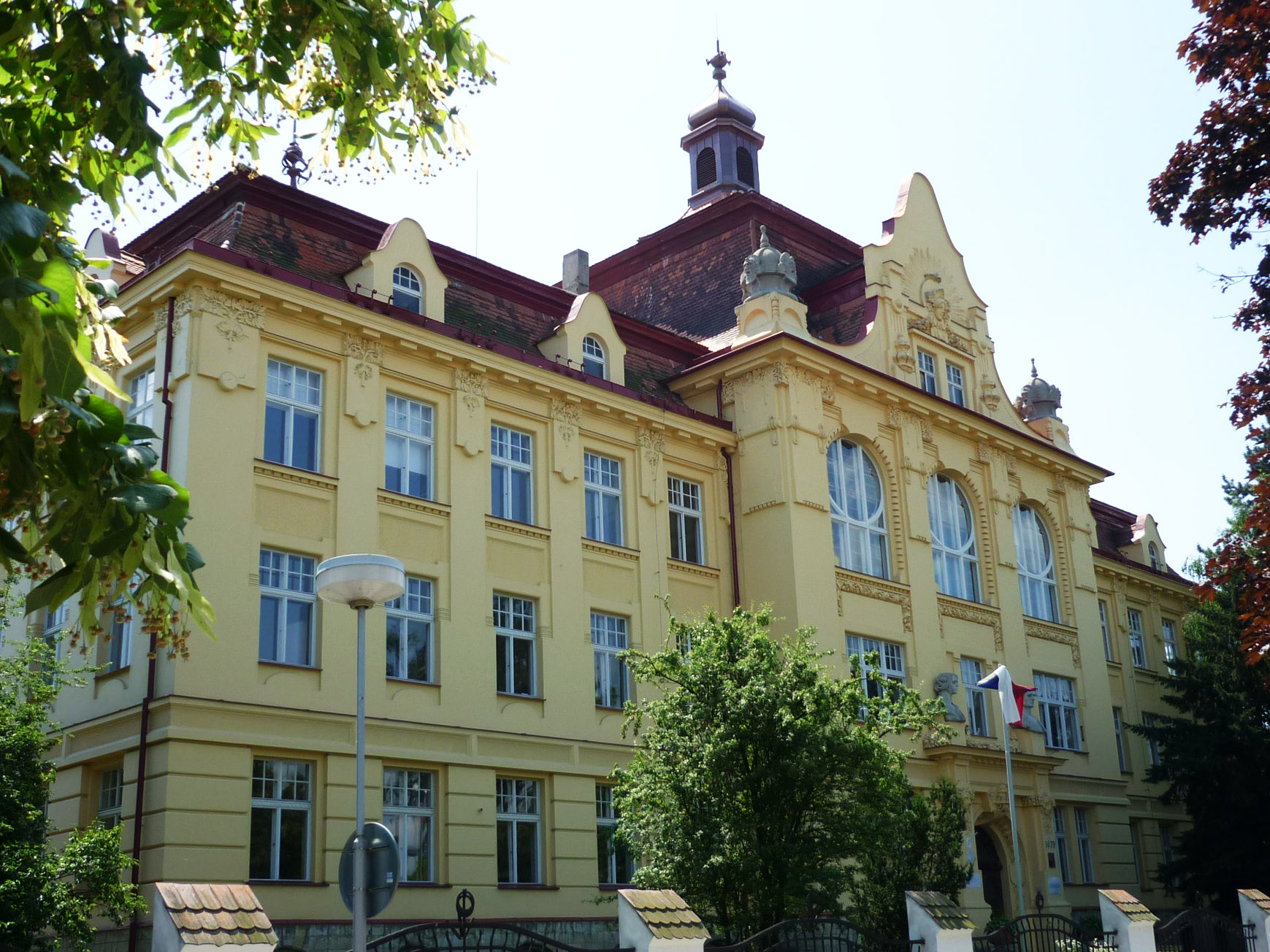
Vorderfront des Gymnasiums

Das Gymnasium in Žatec (deutsch Saaz) geht auf die 1256 gegründete Lateinschule zurück, die von 1386 bis 1411 unter der Leitung des Gelehrten Johannes von Saaz stand und bis 1777 von den Prämonstratensern aus dem Kloster Strahov geführt wurde. Die offizielle Gründung als städtische Schule erfolgte erst 1807 in einem Gebäude in der Innenstadt von Saaz. Seit 1903 befindet sich das Gymnasium in einem repräsentativen Gebäude in der Prager Vorstadt im südlichen Teil der Stadt.

## Geschichte
Die Ursprünge des Saazer Gymnasiums gehen auf die im Jahre 1256 gegründete Lateinschule zurück. Im Jahre 1335 wurde durch einen Erlass des Königs Johann von Luxemburg der Stadt das Recht bestätigt, den Rektor der Schule zu ernennen. In den Jahren 1386 bis 1411 stand diese Lateinschule unter der Leitung des Gelehrten Johannes von Saaz, des Autors der Dichtung „Der Ackermann aus Böhmen“.
König Ladislaus Jagiello übergab 1515 das Patronatsrecht über die Kirche Mariä Himmelfahrt und die örtliche Schule an die Prämonstratenser des Prämonstratenserklosters Strahov. Mit Unterbrechungen durch die Reformation wurde nach der Schlacht am Weißen Berg die Schule bis 1777 von den Prämonstratensern betrieben.
In der Zeit des Humanismus hatte die Saazer Schule einen ausgezeichneten Ruf. Daniel Adam von Veleslavin bezeichnete sie im Jahre 1579 zusammen mit den Schulen in Laun (Louny), Königgrätz (Hradec Králové) und Leitmeritz (Litoměřice) als die besten im Land Böhmen. Im 16. Jahrhundert lehrten verschiedene humanistische Gelehrte, wie Georg Ostracius oder Peter Codicillus von Tulechova am Saazer Gymnasium. Dieser schrieb in Latein „Ein elegisches Gedicht über die Saazer Schule“ (Schola Zatecensis), die nach der Pest erneuert worden war, das im Jahre 1575 gedruckt wurde. Der Schulrektor Jakob Strabo hatte 1575 einen neuen Schulplan für die „Schola Zatecensis Strabonis Glatovini“ aufgestellt, der von der Prager Universität 1586 und 1600 gedruckt wurde und für die Gymnasiallehrer in ganz Böhmen verbindlich war.
Das Schulgebäude befand sich damals in der Nähe der Hauptkirche der Stadt neben dem Pfarrhaus, wo sich die heutigen Gebäude Nr. 132 und Nr. 542 befinden. Die Lage ist in einer Ansicht der Stadt Saaz von 1602 von Jan Willenberg (1571–1613) festgehalten, heute im Regionalmuseum. Nach Einstellung der staatlichen Förderung ab 1777 fand der Unterricht in den Räumlichkeiten des Dekanats statt.
Im frühen 19. Jahrhundert waren die Bemühungen der Stadt zur Wiederherstellung der Schule erfolgreich, vor allem durch eine Stiftung von Katharina Andree konnte die Finanzierung der Schule gesichert werden. Im Oktober 1806 bestätigte Kaiser Franz II. die Wiedereröffnung des Saazer Gymnasiums als öffentliche Institution. Die Schule wurde in der Innenstadt auf dem Floriansplatz (heute Platz des 5. Mai), in den Räumen einer ehemaligen Brauerei (Haus Nr. 127), am 3. November 1807 eingeweiht. In diesem Gebäude befand sich das Gymnasium von 1807 bis 1903.
Von 1818 bis 1852 wurde es von einem 5-klassigen zum 8-klassigen Gymnasium erweitert. Die Unterrichtssprache war Deutsch. In den Jahren 1826–1850 wurde die Schule von etwa 100 bis 200 Schülern besucht. Ab 1849 wurden Latein, Griechisch, Geschichte, Deutsch, Mathematik, Biologie, Physik und Philosophie zu Pflichtfächern. Tschechisch war unter den Wahlpflichtfächern, seit 1904 aber obligatorisch. 1873 erfolgte die Umwandlung zum Staatsgymnasium, der Name lautete: Kaiserlich-königliches Staats-Obergymnasium zu Saaz (Böhmen).
Bis zum Ersten Weltkrieg betrug der Anteil der tschechischen Schüler nur etwa 5 %. Im Jahre 1901 erfolgte durch die Stadt Saaz eine öffentliche Ausschreibung für den Bau eines neuen Gymnasiumsgebäudes. Die Jury (Jurymitglied war u. a. der Architekt des Prager Nationaltheaters Josef Zítek) wählte ein Projekt des Architekten Ernst Schäfer aus Reichenberg (Liberec) aus. Im Dezember 1903 fand die Einweihung des neuen Gebäudes statt, in dem das Gymnasium bis heute untergebracht ist. Die Schule erhielt den Namen: Kaiserlich-königliches Kaiser-Franz-Joseph-Staatsgymnasium in Saaz. Das imposante Gebäude ist ein einzigartiges Denkmal der Architektur des Jugendstils und ein weithin sichtbares Wahrzeichen der Stadt. Über dem Haupteingang stand in großen Lettern „Lebe um zu lernen – Lerne um zu leben“.
Nach der Gründung der Ersten Tschechischen Republik verlagerte sich der Schwerpunkt vom klassischen Gymnasium zum Realgymnasium. Seit 1923 war Tschechisch Pflichtfach und es wurden auch Mädchen zugelassen. Ein hoher Anteil der Schüler und Schülerinnen waren Juden, die 1938 nach dem Anschluss des Sudetenlands an das Deutsche Reich die Schule und die Stadt Saaz verließen. Die zahlreichen jüdischen Professoren oder solche, die mit Jüdinnen verheiratet waren, wurden von der Schule entfernt. Diese Lehrer wurden durch Studienräte aus Sachsen ersetzt.
Ende 1938 wurde aus dem Gymnasium (durch eine Reichsverordnung) eine „Oberschule für Jungen“, die aber auch Mädchen besuchen durften. Ab dem Schuljahr 1939/1940 trat eine Änderung im Schulsystem ein. Es wurde das reichsdeutsche Schulsystem übernommen, wonach die Schüler nach der 4. Klasse ins Gymnasium zu wechseln hatten (nicht wie bisher nach der 5. Klasse). Ab 1942 hieß die Schule dann „Ackermann-Oberschule“, benannt nach dem bekannten Werk des Johannes von Saaz. Als Folge der Kriegsereignisse wurde im Schuljahr 1944/1945 im Februar 1945 der Schulbetrieb eingestellt. Damit endete die Geschichte des deutschen Gymnasiums in Saaz.
Nach dem Krieg begann der Unterricht wieder im September 1945. Das nunmehr tschechische Gymnasium hatte etwa 150 Schüler, von denen ein Drittel Mädchen waren. Etwa ein Drittel der Schüler waren Kinder der umgesiedelten Wolhynientschechen. Nach dem Februarputsch von 1948 wurden die achtklassigen Gymnasien aufgelöst und durch vierklassige Oberschulen ersetzt.
Ab 1953 wurde in die Oberschule auch die elfklassige Mittelschule integriert, ab 1960 war es dann eine sekundäre Gesamtschule. Später gab es auch eine Berufsausbildung in den Fächern Landwirtschaft, Bauwesen und Ökonomie. Der ursprüngliche Name "Gymnasium" wurde erst durch die Reformen im Rahmen des Prager Frühlings 1968 wieder eingeführt.
Um den Sportunterricht am Gymnasium zu verbessern, wurde gegenüber vom Schulgebäude ein neuer Sportplatz gebaut, tatkräftig unterstützt von den Schülern unter der Leitung von Karl Heidenreich. Der Sportplatz wurde 1965 in Betrieb genommen. In den Jahren 1973 bis 1975 fand eine Renovierung des Gebäudes statt, dabei wurden die Fenster nach Entwürfen des Architekten Fanta mit neuen Glasmalereien versehen.
Von den gesellschaftlichen Veränderungen im Jahr 1990 waren Personalfragen, Organisationsformen und die Ausbildung betroffen. Der Schulträger ist jetzt der Ústecký kraj (Aussiger Kreis). Das Gymnasium hat z. Z. etwa 300 Schüler und 29 Lehrer (20 Frauen, 9 Männer). Es gibt eine vierjährige Form (nach der 9. Klasse) und eine achtjährige Form (nach der 5. Klasse) der Ausbildung. Eine Schulpartnerschaft besteht mit dem Goethe-Gymnasium in Reichenbach im Vogtland.

## Schulleiter
Bis 1849 wurde der Schulleiter als "Präfekt" bezeichnet, danach als Rektor, bis 1873 waren die Rektoren Mitglieder des Prämonstratenserordens.
- bis 1528 Nikolaus Czernobyl († 24. Febr. 1556)
- 1531–1543 Valentin Mezerczycz († 1543)
- bis 1564 Wenzel Arpin von Dorndorf († 1. Febr. 1583)
- bis 1575 Georg Ostracius († 19. Febr. 1575)
- 1575–1582 Jakob Strabo († 11. Sept. 1582)
- bis 1600 Martinus Bachacius (Martin Bacháček z Nauměřic) († 17. Febr. 1612)
- 1600–1604 Laurentius Benedikt von Nudožer (Nudožerinus) († 4. Juni 1615)
- 1605–1607 Hieronymus Veit Netoliczky († 1617)
- bis 1807 Thomas Matzek († 27. Juli 1807)
- 1807–1817 Franz Theofil Singer
- 1817–1830 Wenzel Neubronn, Freiherr von Eisenburg
- 1830–1833 Evžen Šrámek (Eugen Schramek)
- 1833–1853 Alois Dostal
- 1853–1873 Oswald Josef Müchel
- 1873–1899 Josef Hollub
- 1899–1909 Wendelin Toischer
- 1909–1910 Alois Zoller
- 1910–1921 Karl Kaplan
- 1921–1922 Emmerich Wippermann
- 1922–1927 Richard Schramm
- 1927 Franz Kühnl
- 1927–1934 Augustin Potuček
- 1934–1935 Ernst Mändl
- 1935–1938 Leopold Mogan
- 1938–1939 Franz Egerer
- 1939–1943 Alfred Jäckl
- 1943–1945 Franz Egerer
- 1945–1948 Josef Mikeš
- 1948–1949 Jiří Svoboda
- 1949–1951 Ladislav Jebavý
- 1951–1957 Josefa Pudilová
- 1957–1959 František Hladík
- 1959–1970 Jiří Cihla
- 1970 František Týřl
- 1970–1973 Milan Zeman
- 1973–1983 Josef Paur
- 1983–1990 Hana Henrychová
- 1990–1991 Jiří Cihla
- 1991–2005 Jaroslav Hašek
- 2005– heute Miroslav Řebíček

## Bekannte Lehrer
- Georg Bruder (1856–1916), geb. in Innsbruck, Geologe, Lehrer von 1890 bis 1893, Autor zahlreicher wissenschaftlicher Studien, u. a. über die tertiären Kalkablagerungen bei Tuchorschitz (Tuchořice).
- Helmut Preidel (1900–1980), geb. in Bodenbach an der Elbe (Podmokly), Archäologe, Lehrer von 1932 bis 1939, Chefredakteur der Deutschen Archäologischen Zeitschrift Sudeta, seine Spezialität war die Besiedlung von Böhmen durch Slawen und Deutsche.[5]
- Zdeněk Svěrák (* 1936), geb. in Prag, Dramatiker, Schauspieler, Texter, Drehbuchautor, Romancier, Lehrer von 1960 bis 1962.

## Bekannte Schüler
- Karel Rafael Ungar (1744–1807), geboren in Saaz (Žatec), bedeutender Aufklärer, seit 1780 Verwalter der Bibliothek der Karls-Universität in Prag, 1789/1790 Universitätsrektor.
- Milo Jan Nepomuk Grün (1751–1816), geb. in Flöhau (Blšany), Theologe und Historiker, seit 1804 Abt des Klosters Strahov, 1812 Rektor, Autor theologischer Bücher und zur Geschichte Böhmens.
- Anton von Banhans (1825–1902), geb. in Michelob (Měcholupy), Ökonom, Politiker, Mitglied des kaiserlichen Rates, von 1870 bis 1875 Minister für Landwirtschaft und Handel, seit 1890 Präsident der Gesellschaft für die Donaudampfschifffahrt.
- Adolf Seifert (1826–1910), geb. in Weletitz (Veletice, OT von Holedeč), Historiker und Arzt, Matura 1844, er hat vier Bücher über die Geschichte von Saaz geschrieben.
- Emanuel Zaufal (1837–1910), geb. in Puschwitz (Buškovice), Ohrenarzt europäischer Bedeutung. Matura 1857, Begründer der HNO-Klinik im Allgemeinen Krankenhaus und an der Karl-Ferdinands-Universität in Prag.
- Emil Holub (1847–1902), geb. in Holitz (Holice), Afrikaforscher und Ethnograph, Matura 1866, er war zweimal in Afrika, Autor mehrerer Bücher und wissenschaftlicher Studien.
- Karl Kreibich (1869–1932), geb. in Prag, Arzt, Matura 1888, von 1903 bis 1906 führte er die Hautklinik in Graz, seit 1906 Leiter der Dermatologischen Klinik der Medizinischen Fakultät der Deutschen Universität in Prag, 1923/1924 gewählter Rektor dieser Universität.
- Wilhelm Wostry (1877–1951), geb. in Saaz (Žatec), Historiker, Matura 1896, seit 1927 Professor für böhmische Geschichte an der Deutschen Universität in Prag, Vorsitzender der Gesellschaft für die Geschichte der Deutschen in Böhmen, Autor wissenschaftlicher Publikationen, u. a. „Saaz zur Zeit des Ackermanndichters“ (1951).
- Hans Karl Zeßner-Spitzenberg (1885–1938), geb. in Dobritschan, Jurist, Matura 1903, Mitarbeiter der Staatskanzlei in Wien, Professor für Verfassungs- und Verwaltungsrecht[6], NS-Opfer.
- Karl Mocker (1905–1996), Jurist und Politiker (GB/BHE, später CDU).
- Karel Reiner (1910–1979), geb. in Saaz (Žatec), Komponist, studierte bei Alois Hába und Josef Suk, von 1964 bis 1969 war er Vorsitzender des Tschechischen Musikfonds.